# Aleksandr Sergejevitsj Ivantsjenkov

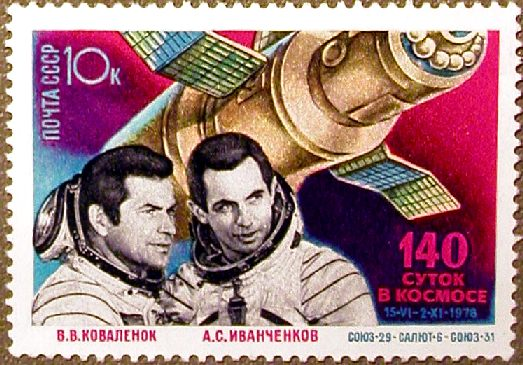
Vladimir Kovaljonok en Aleksandr Ivantsjenkov (rechts)

Aleksandr Sergejevitsj Ivantsjenkov (Russisch: Александр Сергеевич Иванченков) (Ivantejevka (Oblast Moskou), 28 september 1940) is een Russisch kosmonaut. Hij was in 1978 een van de astronauten aan boord van de Sojoez T-6 waarvan ook de Franse astronaut Jean-Loup Chrétien deel uitmaakte. Ivantsjenkov werd een "Held van de Duitse Democratische Republiek" en Ridder in de Franse Orde van het Legioen van Eer.